# 哈斯氏龙属
哈斯氏龙（学名：Haasiasaurus）是早期沧龙已灭绝的一个属，最初由波尔辛等人命名为“Haasia”以致敬古生物学家乔治·哈斯（原名为马陆的一个属Haasia Bollman, 1893的次级同名异物）。哈斯氏龙是最古老的森诺曼阶沧龙之一，身长测为1（3.3英尺）。属下仅含物种吉氏哈斯氏龙（Haasiasaurus gittelmani），发现于巴勒斯坦约旦河西岸地区耶路撒冷以北约20（12英里）处艾因亚布鲁德距今一亿年的森诺曼阶（晚白垩世）岩层。